# Адясов, Степан Михайлович
Степан Михайлович Адясов (1905 — ?) — советский инженер-механик, лауреат Ленинской премии.

## Биография
Родился в деревне Шониха Нижегородской губернии.
Окончил Московский институт инженеров связи (1931). В 1931—1933 работал в НИИ промышленного транспорта, в 1933—1936 — в конструкторском бюро по проектированию механизмов канала Москва-Волга.
С 1936 г. — в московском управлении треста «Стальмонтаж» («Стальконструкции») Минстроя РСФСР: прораб, начальник управления работ, в 1949—1950 начальник управления в Ангарске, с 1950 главный инженер.
Во время войны — начальник УВР № 3 «Стальконструкции». Награждён орденом Красной Звезды — за восстановление шоссейного моста через Днепр у Киева (19.04.1944).
Ленинская премия 1959 года — за решение крупной градостроительной задачи скоростной реконструкции и благоустройства района Лужников города Москвы и создание комплекса спортивных сооружений Центрального стадиона имени В. И. Ленина.